# André Lallemand
André Lallemand (Cirey-lès-Pontailler, 29 de setembro de 1904 — Paris, 24 de março de 1978) foi um astrônomo francês. Foi diretor do Institut d'astrophysique de Paris. Lallemand contribuiu para o desenvolvimento do fotomultiplicador para aplicações astronômicas e do "telescópio eletrônico" (também denominado câmera de Lallemand). Foi laureado pela Royal Astronomical Society com a Medalha Eddington de 1962.

## Sua pesquisa
Para os astrônomos da época, um dos problemas era obter imagens de estrelas ou nebulosas inacessíveis pelos meios convencionais de fotografia. A ideia de André Lallemand era otimizar os recursos existentes, ou seja, equipar o futuro telescópio de 2 metros de diâmetro do observatório de Haute-Provence com um sistema para multiplicar suas capacidades de observação.
Essa ideia surgiu em 1933, ele tinha 31 anos.
O laboratório de Estrasburgo em que ele trabalhava provavelmente guardava vestígios de uma busca realizada pelo exército alemão por um sistema de observação de tanques, de certa forma o ancestral dos amplificadores de brilho usados pelos militares. Acredita-se que o conhecimento dessa técnica possa ter fornecido a André Lallemand elementos para realizar a invenção de seu fotomultiplicador e, posteriormente, da câmera eletrônica.